# Tôm hùm sen
Tôm hùm sen (tên khoa học Panulirus versicolor) là một loài tôm rồng sống ở rạn san hô nhiệt đới. P. versicolor là một trong ba loại tôm hùm phổ biến nhất tại Sri Lanka, cùng với Panulirus homarus và Panulirus ornatus. P. versicolor phát triển đến 40 cm (16 in), nhưng thường là không quá 30 cm (12 in).

## Hành vi
P. versicolor sống về đêm và đơn độc. Vào ban ngày chúng ẩn trong các hang động nhỏ và khe hở trong các rạn san hô ở độ sâu tới 15 mét (49 ft). Chúng là động vật ăn thịt, ăn cả động vật chân đốt xác thối và tươi, động vật giáp xác khác và thỉnh thoảng là cá nhỏ.